# Jean Férignac
Jean Férignac, né le 27 septembre 1936 à Champagne-et-Fontaine (Dordogne) et mort le 13 mai 2023 dans le 15e arrondissement de Paris,, est un ancien international français de handball évoluant au poste de gardien de but. Meilleur gardien de son temps, il fut l'un des premiers à étudier systématiquement toutes les attitudes des tireurs afin d'anticiper[réf. souhaitée], à partir d'une situation stable. En 2002, il est élu par la FFHB meilleur gardien de but français de tous les temps… avant l’éclosion d’un certain Thierry Omeyer.

## Biographie

### Joueur de handball
Sélectionné à 101 reprises en équipe de France entre 1957 et 1970, il en fut souvent le capitaine de 1958 à 1970. Il participe ainsi à plusieurs championnats du monde, avec une 9e place en 1958, une 8e place en 1961, une 14e place en 1964, une 10e place en 1967 et une 12e place en 1970 en France.
En club, il porte successivement les couleurs de Bordeaux EC, Paris UC, bataillon de Joinville (Armée), Paris UC, SMUC Marseille, Montpellier UC (qu'il rejoint en 1968) et remporte quatre titres de champion de France : 1959 (avec le PUC), 1961 (avec le bataillon de Joinville), 1962 (avec le PUC) et 1965 (avec le SMUC). Il est élu meilleur joueur français en 1960 et 1964 puis meilleur gardien de but français du XXe siècle en 2002 (« Sept de diamant »).
Sa carrière de joueur achevée, il devient entraîneur puis DTN de 1985 à 1988. C'est lui qui nomme Daniel Costantini au poste de sélectionneur de l'équipe de France en 1985.

### Études et vie professionnelle
Jean Férignac fut élève de la sixième à la terminale au lycée d'Angoulême. Après son baccalauréat, en catégorie philosophie, il continue ses études au CREPS de Bordeaux et intègre l'École normale supérieure d'éducation physique et sportive, avec le 68e rang. Après trois ans d'études brillantes, il réussit son CAPES en 9e position et est nommé au lycée de Corbeil. Avec l'équipe de professeurs, dont Jean-Claude Thomas, joueur de l'équipe de France, il met en place « l'expérience de Corbeil » qui intègrera le sport à l'EPS. Il est ensuite nommé au collège de Frontignan.
Après trois ans d'enseignement au collège, il intègre le CREPS de Montpellier pour former les futurs professeurs d'EPS. En 1981, il est nommé directeur des études au lycée de Font-Romeu, en 1983 il en devient le proviseur. En 1985, il intègre le rectorat de Montpellier comme proviseur de la vie scolaire, conseiller du recteur.
Il est appelé ensuite par le président  Jean-Pierre Lacoux comme DTN de la Fédération française de handball. Il devient, par la suite, conseiller au cabinet du ministre Roger Bambuck et responsable international des Jeux de la Francophonie. Il crée l'association France Sport, leader dans l'organisation des stages sportifs en France.
Retiré en Dordogne, à Fontaines, dans la maison familiale, il participe activement aux championnats méditerranéens de handball.
Passionné de peinture, il continue à visiter tous les musées du monde et se consacre à la lecture et l'écriture. Collectionneur de vieux livres, il est un ardent client des brocantes et des salles des ventes.